# Деева, Ольга Александровна
Ольга Александровна Деева (род. 15 мая 1958 года, Владимир, Владимирская область, РСФСР) — глава города Владимир (2015—2020), член Общественной палаты Владимирской области, Председатель Президиума местного отделения ООО «Российский Красный Крест» г. Владимира.

## Биография
Ольга Александровна Деева родилась в городе Владимире в рабочей семье. Она прошла обучение в средней общеобразовательной школе №26, после чего начала трудовую деятельность в качестве оператора электронно-вычислительной машины на Владимирском электромоторном заводе. Параллельно с этим она продолжила своё образование на вечернем отделении Всесоюзного заочного финансово-экономического института. Завершив обучение в 1982 году, она получила квалификацию экономиста.
В апреле 1988 года Ольга Деева была избрана председателем профсоюзного комитета предприятия «Владимиргорхлеб», который впоследствии, к 1993 году, был реорганизован в акционерное общество закрытого типа под названием «Пекарь».
В 1999 году Ольга Деева заняла должность специалиста отдела правового обеспечения в Управлении федерального казначейства по Владимирской области. Ей был присвоен квалификационный разряд советника государственной службы.
В сентябре 2000 года Ольга Деева перешла на работу в исполнительный комитет Владимирского регионального отделения политической партии «Единство», где занимала должность заведующей сектором учёта. Впоследствии, после преобразования этой партии во Всероссийскую политическую партию «Единая Россия», она продолжала свою карьеру в новой структуре, став заместителем руководителя исполнительного комитета и начальником отдела партийного строительства.
В апреле 2010 года Ольга Деева была избрана заместителем председателя Владимирского областного объединения организаций профсоюзов. В следующем году её назначили генеральным директором Владимирского городского фонда социальной поддержки населения, где она проработала до декабря 2015 года.
В ноябре 2011 года Ольга Деева была избрана председателем президиума местного отделения Общероссийской общественной организации «Российский Красный Крест» в городе Владимире.
В 2013 году Ольга Деева вошла во второй состав Общественной палаты Владимирской области, будучи выдвинутой обществом «Мемориал». В 2015 году она вновь была включена в состав Общественной палаты, но уже от «Российского Красного Креста». С тех пор она является членом Общественной палаты Владимирской области.
В сентябре 2015 года депутаты Владимирского городского совета выбрали Ольгу Дееву главой города Владимир. Её кандидатура конкурировала с Анатолием Акуловым, представителем Партии пенсионеров, и Ильёй Потаповым, кандидатом от КПРФ, ЛДПР и партии «Яблоко».
С 2016 года Ольга Деева возглавляла региональное отделение партии «Единая Россия». Однако в 2018 году её сменила на этом посту предпринимательница и депутат Горсовета Николай Питиримова.
31 января 2019 года Законодательное собрание Владимирской области утвердило поправки к закону «О порядке формирования представительных органов муниципальных районов Владимирской области и порядке избрания глав муниципальных образований Владимирской области» № 120-ОЗ, предоставив муниципалитетам возможность самостоятельного выбора процедуры выборов. В феврале того же года данный законопроект был подписан губернатором Владимирской области Владимиром Сипягиным. 24 апреля 2019 года совет народных депутатов внес изменения в Устав города, что привело к корректировке структуры управления городским советом и упразднению должности главы города — председателя горсовета. Полномочия перешли к главе администрации, который стал называться главой города, а председатель был отделён от функций главы города.
29 июля 2020 года на заседании совета народных депутатов Ольга Деева официально сложила свои полномочия главы города — председателя горсовета.
Ольга Деева замужем с 1977 года. У неё есть дочь и внучка. Супруг Ольги Деевой, Вячеслав Николаевич Деев, возглавляет психотерапевтический медицинский центр «Celebrium» во Владимире.

## Доходы
После избрания мэром предполагалось, что Деева будет работать на общественных началах, т.е. бесплатно, совмещая обязанности главы города с должностью гендиректора городского фонда социальной поддержки. Но спустя два месяца сити-менеджер Андрей Шохин предложил заложить в бюджет на 2016 год 2 млн 29 тыс. рублей на зарплату Деевой. Таким образом чиновница получала ежемесячно около 170 тыс. рублей.
В 2018 году Деева задекламировала доходы на сумму 2,3 млн рублей. Вместе с мужем владеет небольшим земельным участком, дачей и двумя квартирами.